# Phyllactis excelsa
Phyllactis excelsa är en havsanemonart som först beskrevs av Wassilieff 1908.  Phyllactis excelsa ingår i släktet Phyllactis och familjen Actiniidae. Inga underarter finns listade i Catalogue of Life.